# بوقطب

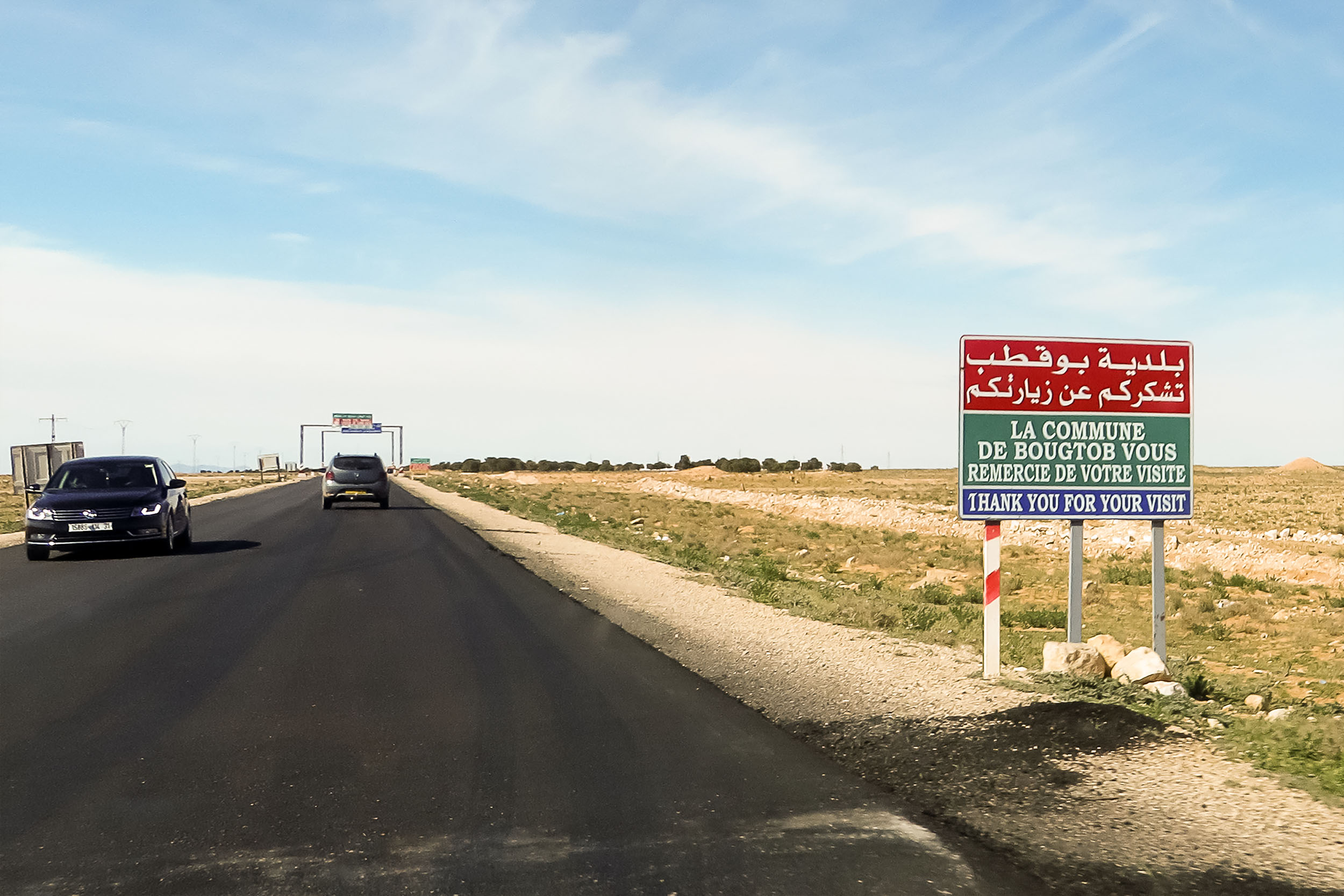
المخرج الغربي لبلدية بوقطب

بوقطب، هي بلدية جزائرية ومقر دائرة بوقطب التابعة لولاية البيض.
تعتبر مدينة بوقطب من أهم مدن ولاية البيض وثاني بلدية من حيث الموقع والأهمية الإستراتيجية بعد مدينة البيض. مدينة ديناميكية في التوسع والنمو حسب أهمية موقعها، وقد عرفت مدينة بوقطب تحولات كثيرة خاصة في الجانب الإداري فبعدما كانت بلدية تابعة ل ولاية معسكر صارت تتبع ولاية سعيدة منذ سنة 1974 أصبحت ابتداء من سنة 1984 دائرة تابعة لولاية البيض. تشتهر بأكبر سوق للمواشي في الغرب والجنوب الغربي الجزائري.
أما في الجانب الاقتصادي فتتوفر البلدية على مصنع لصناعة أغذية الأنعام وينتظر بها إنشاء مذبح جهوي للحوم الحمراء لاستغلال الثروة الحيوانية.

## الموقع
تقع مدينة بوقطب شمال ولاية البيض وتبعد عن مقر الولاية بـ 103كلم. يحدها من الشمال بلدية الخيثر ومن الشرق بلدية الرقاصة والشقيق وأما الغرب والجنوب فولاية النعامة وبلدية توسمولين. وبموقعها هذا فهي تربط بين ثلاثة ولايات، ولاية البيض، ولاية سعيدة، ولاية النعامة. تحتل موقعا استراتيجيا هاما وتعتبر منطقة حساسة ضمن الهيكل العمراني لغرب البلاد إذ أنها تقع ضمن شبكة هامة من العلاقات التجارية التي تربط الأقطاب الرئيسية سواء في التجارة والصناعة، ومن هذه الأقطاب سعيدة وتيارت وهران، مشرية، النعامة، عين الصفراء، البيض.
هذا الموقع وفر للمدينة سهولة في المواصلات إذ يعبرها طريقين وطنيين 6 (سعيدة بوقطب المشرية) و 6 أ (سعيدة بوقطب البيض)، إضافة إلى خط للسكك الحديدية الذي يربط المحمدية (ولاية معسكر) ببشار مرورا بمدينة بوقطب.
تتربع مدينة بوقطب على مساحة 2017.60 كلم2 وعدد سكانها يبلغ 22637 شخص يحدها شرقا الكاف لحمر وغربا بلدية البيوض وشمالا الخيثر وجنوبا توسمولين بها ملحقتين إداريتين بها سبعة مدارس ابتدائية وأخرى في طور الإنجاز يدرس فيها 2858 تلميذ وإكماليتين بهما 1378 تلميذ وثلاثة ثانويات تجمع 860 طالب أما بالقطاع الصحي بها مستشفى يتسع لستين سريرا ومركز صحي وقاعتين للعلاج وأخرى في طور الإنجاز وعيادة خاصة وخمس وكالات صيدلانية، مركز للتكوين المهني به سبع تخصصات تضم حوالي 300 متربص وفي القطاعات الحيوية الأخرى هناك 3 آبار ارتوازية و6 خزانات مائية وبنسبة تغطية بالماء الصالح للشرب حوالي 92٪ ونسبة تغطية الصرف الصحي فاقت الـ 85٪ حسب ما جاء في التقرير الدوري لمصالح البلدية وتشمل على قباضة بريدية ووكالة تأمين وقباضتين للضرائب بها مساحة غابية كبيرة

## حركية المبادلات التجارية
أن تاريخ مدينة بوقطب مرتبط كثيرا بتاريخ المبادلات التجارية شمال جنوب عبر السهوب الغربية للبلاد حيث أن موضع المدينة ضمن الشط الشرقي ووجود آبار ومصادر للمياه بها جعلها الممر الوحيد والإجباري للقوافل القادمة من الشمال أو الجنوب وظلت منطقة عبور هامة حتى نهاية القرن الماضي وذلك لظهور سكة الحديد سنة 1906 وزاد ذلك من أهمية المنطقة حيث ظهر الرعي واستغلال الحلفاء.
كما أنشأ الاستعمار الفرنسي خلال تواجده في المنطقة ثكنة عسكرية صغيرة لحماية المعمرين، ومن أوائل القبائل التي سكنت المنطقة هي قبيلة دراقة وكان ذلك مع بداية القرن العشرين حيث كانت تشتغل في الرعي وحقول الحلفاء وزاد عدد الوافدين إلى المدينة حيث عملوا بنفس القطاع مما زاد عدد المستغلين له حتى غدت بوقطب منطقة هامة لتخزين الحلفاء وتسويقها إلى فرنسا وبريطانيا عن طريق البحر وتعتبر الحلفاء والماشية من أهم الموارد الاقتصادية التي أدت إلى تطور المدينة كما أن ظهور السكك الحديدية شجع كثيرا الدور التجاري الذي كانت تلعبه مدينة بوقطب آنذاك.
تطورت بعد ذلك خاصة وأنها عرفت نزوحا كبيرا من طرف الرحل وذلك خلال الأربعينيات والخمسينيات من القرن الماضي واستمر هذا النزوح إلى غاية الوقت الحاضر حيث أثر تأثيرا واضحا على البنية الاقتصادية للمدينة وكذا الزيادة الطبيعية للسكان كما أنه أدى إلى توسيع المدينة.

## التسمية والتميز
كلمة بوقطب مشتقة من كلمة قطب أي منطقة التقاء التجار القادمين إليها من الجنوب مرورا بمدينة بوسمغون محملين بالصوف والتمور مع التجار القادمين من الشمال المحملين بمنتوجات غذائية أخرى وبأسواقها تتم المقايضة.
وتذكر رواية أخرى أنه عندما قام الاستعمار الفرنسي بمد سكة الحديد باتجاه الصحراء مرورا بهذه المنطقة الغير اهلة بالسكان في ذلك الوقت في حدود عام 1850 قام بإنشاء محطة بهذا المكان من اجل نقل الحلفاء والجنود... فاول بيت وجد في المنطقة ومايزال عبارة عن مقام كان يستعمله سيدي الحاج بحوص لاعتراض القوافل عند مرورها بالمقطع الوحبد في الشط بين بوقطب والخيثر وكان الناس يسمونه بوكتوب لانه كان يحمل معه كتبه ولم يكونوا يعرفونه بالاسم هذا الرجل الصالح كان ياتي في كل صيف إلى هذا المكان يحدث أولئك البدو عن الدين الإسلامي إذ كانوا يعيشون في جهالة بسبب الفقر وحياة الترحال والامية وعدم إمكانية التعلم فلما سال الفرنسيون عن هذا البيت لمن قيل لهم انه بيت بوكتوب (صاحب الكتب) يعني سيدي الحاج بحوص فوضعوا لافتة في محطة القطار بهذا الاسم لتعيين المكان.

## التضاريس
أما عن تضاريسها فإن منطقة بوقطب ضمن منطقة سهبية منبسطة ومسطحة تقريبا مميزة بوجود مناطق رملية على أطرافها خاصة غربا وبإشرافها على السبخة (الشط الشرقي شمالا) وهذه الأخيرة تمثل 30 من مساحة البلدية، كما يتميز سطح البلدية بوجود التلال والمرتفعات والتي يتراوح ارتفاعها بين 1060م - 1240م كشبكة سيدي بلعيد (1238م) سعيد الحجة (1123م) باب العقول 1248م، وتتخلل هذه المرتفعات بعض الأودية الجافة منها.
واد الجيلالي، واد الغنم، واد عبد الله، واد الصيادة، وتوجد بها ثروة نباتية كبيرة
تتمثل في الحلفاء الشيح، الحرمل، السنقة، لالمة، وكذلك نبات الترفاس وقد تأثرت هذه النباتات جميعها من جراء الجفاف المتوسط. خاصة الحلفاء التي نهب معضمها الاستعمار الفرنسي

## المناخ والجغرافيا
أما مناخها فهو قاري حار وجاف صيفا وبارد قليل المغياثية شتاء، والشهر الأكثر حرارة بالمنطقة هو شهر» أوت«أما الأكثر برودة فهو شهر يناير، وقد تمتد فترة الصقيع من 15 إلى 40 يوما ويبدأ ذلك من شهر أكتوبر إلى شهر ماي تقريبا في أغلب الأحيان تبقى الرياح أهم ما يميز مناخ المنطقة خاصة خلال العشرية الأخيرة فقد عرفت هذه المنطقة هبوب عواصف رملية ورياح قوية خاصة في فصل الصيف والخريف الشيء الذي زاد من حدة الجفاف وأثر على مظاهر السطح وذلك بتكوين كثبان رملية في الناحية الجنوبية الغربية للمنطقة وهو الاتجاه الغالب للرياح.
ورغم أن منطقة بوقطب تقع ضمن منطقة قليلة الأمطار إلا أنها تتربع على شبكة هيدرولوجية هامة بالمنطقة.
كل المجاري المائية والأودية تجري من الجنوب نحو الشمال لتصب في النهاية بالسبخة أهمها (وادي الجيلالي، واد عبد الله، واد قارة السلطان).
هذه الأودية جافة ويكون جريانها فجائيا في فترات الأمطار وعلى شكل سيول سرعان ما تتبدد وتتسرب إلى الطبقات الأرضية مكونة مياها جوفية صالحة للاستغلال.

## النشاط الاقتصادي
القطاع الفلاحي يختلف هذا القطاع عن غيره من القطاعات الأخرى لكون الأرض تلعب دورا في عنصر الإنتاج، كما أنه يتأثر بالعوامل المناخية من مطر وجليد ورياح... الخ ولهذا القطاع أهمية كبيرة في اقتصاد المدن والبلدان إلا أنه ذا أهمية لا تكاد تذكر في منطقة بوقطب وخاصة وأن الأراضي الزراعية قليلة جدا حيث أن أراضي المنطقة هي عبارة عن مساحات شاسعة من الأراضي المالحة (السبخة) في حين أن الأراضي الزراعية تبقى محضورة في منطقة الفافيل (ALFA VILLE) الواقعة في أقصى الجنوب الشرقي للبلدية كما أن المنتوجات الفلاحية تقتصر على الحبوب خاصة منها القمح والشعير والشوفان «الخرطال» ويعتمد في سقي الأراضي الزراعية على الأمطار المتساقطة ولذلك فإن كمية الإنتاج متذبذبة من سنة إلى أخرى حسب كميات الأمطار المتساقطة.
أما عن الصناعة التقليدية تتميز منطقة بوقطب كغيرها من مناطق الولاية بصناعة الزرابي والنسيج حيث أن أغلب سكان البلدية يمارسون هذه الحرفة بالبيوت وهذه الصناعة تستغل في الاستهلاك المحلي في أغلب الأحيان ما عدا بعض العائلات التي تقوم بها قصد بيعها انطلاقا من المنزل أو عن طريق السوق الأسبوعية التي تقام كل ثلاثاء.

### وصلات خارجية
- إذاعة البيض الجهوية نسخة محفوظة 27 ديسمبر 2012 على موقع واي باك مشين.: الموقع الرسمي.
- الموقع الرسمي لولاية البيض.
- موقع شخصي للتعريف ببلدية بوقطب.